# Saad Zaghloul
Saad Zaghloul (àrab: سعد زغلول, Saʿd Zaḡlūl) (Ibyana, juliol de 1859 - el Caire, 23 d'agost de 1927) fou un polític i home d'estat egipci. Després de dirigir el partit Wafd, es va convertir en primer ministre el 26 de gener de 1924, càrrec que va ocupar fins al 24 de novembre de 1924. Era germà d'Ahmed Fathi Zaghloul, i com el seu germà va lluitar per la independència d'Egipte.

## Educació, activisme i exili
Zaghloul va néixer al poble d'Ibyana a la Governació de Kafr al-Sheikh, al Delta del Nil, Egipte. Assistí a la Universitat d'al-Azhar, al Caire. Durant els anys 1880, va esdevenir políticament actiu, fet pel qual fou arrestat.

## Posicions
A la seva sortida de presó, practicà l'advocacia i es distingí; va reunir alguns mitjans, que li van permetre participar en política egípcia, llavors dominada per la lluita contra l'ocupació britànica; va fer aliances útils i permanents amb faccions diferents dels nacionalistes egipcis. Es convertí en proper de la princesa Nazli Fazl, i els seus contactes amb la classe alta egípcia portaren al seu matrimoni amb la filla del primer ministre egipci Mustafa Pasha Fahmi, l'amistat del qual amb Lord Cromer, llavors el governant britànic efectiu d'Egipte, explica en part l'acceptació final de Zaghlul a l'ocupació britànica. Zaghlul fou nomenat jutge, ministre d'educació (1906-1908), ministre de justícia (1910-1912) i el 1913 es convertia en vicepresident de l'Assemblea Legislativa.
En totes les seves posicions ministerials Zaghlul emprenia certes mesures de reforma que eren acceptables per als nacionalistes egipcis i els ocupants britànics. Durant aquest període es va apartar de les faccions nacionalistes egípcies extremes, i encara que era acceptable per als ocupants britànics, no se'l considerava prou compromès als ulls dels seus compatriotes egipcis. La relació entre la Gran Bretanya i Egipte es continuà deteriorant durant i després de la Primera Guerra Mundial.

## Exili
Zaghlul va ser cada vegada més actiu en moviments nacionalistes, i el 1918 dirigia una delegació egípcia oficial (o wafd, el nom del partit polític que formarà més tard) a la Conferència de Pau de París que demanava formalment al Regne Unit reconèixer la independència i unió d'Egipte i Sudan (que s'havia unit com un país sota Muhàmmad Alí Paixà). La Gran Bretanya havia ocupat el país el 1882, i l'havia declarat un protectorat a l'inici de la Primera Guerra Mundial. Encara que Egipte i el Sudan tenien nominalment un soldà (el mateix pels dos), parlament, i forces armades, el Sudan havia estat de fet regit pels britànics aprofitant l'ocupació.
Els britànics a canvi demanaven a Zaghlul finalitzar la seva agitació política. Quan va rebutjar, L'exiliaren a Malta, i més tard a les Seychelles. Havien emprat una tàctica similar contra el líder nacionalista egipci Ahmed Urabi el 1882, que exiliaren a Ceilan. En el moment de l'arribada de Zaghlul a les Seychelles, un cert nombre d'altres líders antiimperialistes prominents també estaven exiliats allà, incloent-hi Mohamoud Ali Shire, el 20è soldà del sultanat somali de Warsangeli, amb qui Zaghlul desenvoluparia aviat una estreta relació.

## Història política

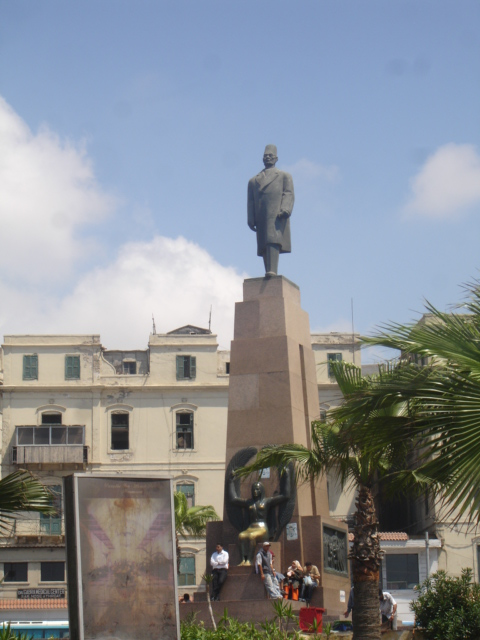
L'estàtua Saad Zaghloul Pasha a Alexandria.

L'absència de Zaghlul provocà disturbis a Egipte, conduint finalment a la Revolució Egípcia de 1919.
Upon his return from exile, Zaghloul led the Egyptian nationalist forces. The elections of January 12, 1924 gave the Wafd Party an overwhelming majority, and two weeks later, Zaghloul formed the first Wafdist government. As P. J. Vatikiotis writes in The History of Modern Egypt (4th ed., pp. 279 ff.):
En el seu retorn de l'exili, Zaghlul va dirigir les forces nacionalistes egípcies. Les eleccions de 12 de gener de 1924 donaven una majoria aclaparadora al Partit Wafd, i dues setmanes més tard, Zaghlul formava el primer govern wafdista.
P. J. Vatikiotis escriu a La Història d'Egipte Modern (4a edició., pàgs. 279 i ss.):
| « | Les masses consideraven a Zaghlul el seu heroi nacional, el za'im al-umma. Els seus opositors estaven desacreditats i compromesos amb els britànics als ulls de les masses. Va arribat finalment al poder perquè tenia un compromís amb el grup de palau i implícitament acceptava les condicions de governar salvaguardant els interessos britànics a Egipte | » |

Després de l'assassinat el 19 de novembre, 1924 de Sir Lee Stack sirdar i Governador general del Sudan Anglo-egpci, i subsegüents demandes britàniques que Zaghlul va considerar inacceptables, el primer ministre va renunciar.

## Família
La muller de Zaghloul, Safiyya, era la filla de Mustafa Fahmi Pasha, el ministre egipci i dues vegades primer ministre d'Egipte (1891-1893 i 1895-1908). Fou una feminista i revolucionaria, i fou també força activa en política.

## Cronologia
- Juliol de 1857: Nascut a una família de camperols de classe mitjana a Ibaynah al delta del Nil.
- Anys de joventud: És educat a la Universitat Musulmana d'Al-Azhar al Caire, així com a l'Escola Egípcia de Lleis.
- 1892: Nomenat jutge al Tribunal d'apel·lació
- 1895: Es casa amb la filla del Primer Ministre d'Egipte, Mustafa Pasha Fatmi.
- 1906: Es converteix en Ministre d'Educació. Participa en l'establiment d'Hizbu l-Ummah, que era un grup moderat en un temps en què cada cop més egipcis reclamaven la seva independència dels britànics.
- 1910: Ministre de justícia.
- 1912: Dimiteix des del càrrec com a Ministre de justícia després d'un desacord amb khedive Abbas Hilmi II.
- 1912: És elegit a l'Assemblea Legislativa.
- 1913: És nomenat Vicepresident de l'Assemblea Legislativa, una posició que utilitza per criticar el govern.
- 1914-18: Durant la Primera Guerra Mundial, Zaghlul i molts membres des de la vella Assemblea Legislativa vella formen grups activistes per tot arreu d'Egipte. La Primera Guerra Mundial condueix a moltes dificultats en la població egípcia, gràcies a moltes restriccions britàniques.
- 1918 (13 de novembre):
- De 1918 13 de novembre: Amb el final de la Primera Guerra Mundial, Zaghlul i dos altres anteriors membres de l'Assemblea Legislativa feren una crida a l'Alt Comissari Britànic, demanant l'abolició del protectorat. També demanaren ser representants per a Egipte en les negociacions de pau després de la guerra. Aquestes demandes foren rebutjades, i els seguidors de Zaghlul, un grup ara conegut com a Wafd, instigaren desordres pertot arreu el país.
- Març de 1919: Zaghlul i tres altres membres de Wafd foren deportats a Malta. Zaghlul fou alliberat aviat després que el General Edmund Allenby ocupi el poder com Alt Comissari d'Egipte. Viatja a París, França en un intent de presentar la seva versió del cas d'Egipte als representants dels països Aliats, però sense gaire èxit.
- 1920: Zaghlul té unes quantes reunions amb el secretari colonial britànic, Lord Milner. Arriben a una comprensió, però Zaghlul no està segur de com el veuran els egipcis si forja un acord amb els britànics, així que es retira. Zaghlul retorna a Egipte, i se li dona la benvinguda com a heroi nacional.
- 1921: Zaghlul utilitza els seus seguidors per obstaculitzar l'establiment d'un govern britànic amistós. Allenby respon deportant a Zaghlul a les Seychelles a l'oceà Índic.
- 1922 febrer de 1922: Egipte rep independència limitada, segons les recomanacions de Lord Milner, segons els acords dissenyats durant les xerrades amb Zaghlul.
- 1923: A Zaghlul se li permet retornar a Egipte.
- Febrer de 1924: Zaghlul es converteix en Primer Ministre després que el Wafd guanyi un 90% dels seients de parlament en les eleccions. Zaghlul comprova que ni tan sols ell pot aturar les manifestacions i disturbis entre egipcis.
- November de 1924: Després de l'assassinat del comandant britànic de l'exèrcit egipci, Zaghlul és forçat a deixar el càrrec.
- 1926: Zaghlul es converteix en president del parlament, i des d'aquesta posició pot controlar les accions de nacionalistes extrems.
- 23 d'agost de 1927: Mort de Zaghlul al Caire.